# Marcus Sempronius Tuditanus (Konsul 185 v. Chr.)
Marcus Sempronius Tuditanus († 174 v. Chr.) war ein Mitglied des römischen Adelsgeschlechts der Sempronier und wurde 185 v. Chr. Konsul.

## Leben
Aus den Fasti Capitolini ergibt sich, dass Tuditanus’ Vater das Praenomen Marcus sowie sein Großvater das Praenomen Gaius führten.
193 v. Chr. amtierte Tuditanus als Volkstribun. In dieser Eigenschaft ließ er durch ein vom Senat aufgrund der herrschenden großen Ungerechtigkeiten initiiertes Plebiszit die Latiner und Italiker im Kreditrecht mit römischen Bürgern gleichstellen. Sodann wurde er 189 v. Chr. zum Prätor gewählt und erhielt als Provinz Sizilien zugeteilt. Mit seiner Nominierung zum Konsul für das Jahr 185 v. Chr. erreichte Tuditanus den Höhepunkt seiner Laufbahn. Dieses höchste Staatsamt übte er zusammen mit Appius Claudius Pulcher aus. Zunächst führten beide Konsuln Rekrutierungen durch und gingen dann in ihre gemeinsame Provinz Ligurien ab. Dort gelang Tuditanus die Unterwerfung der Apuaner sowie seinem Mitkonsul die Besiegung der Ingauner. Vergeblich strebte Tuditanus im nächsten Jahr (184 v. Chr.) die Zensur an, die stattdessen der bedeutende Politiker und Feldherr Marcus Porcius Cato der Ältere sowie dessen patrizischer Förderer Lucius Valerius Flaccus erhielten. Dennoch konnte Tuditanus 183 v. Chr. das sakrale Amt eines Pontifex erlangen. 174 v. Chr. fiel er einer damals grassierenden Seuche zum Opfer.